# Lexía
Se llama lexía a la unidad léxica compuesta de monemas relacionados por un alto índice de inseparabilidad, o un agrupamiento estable de semas, no necesariamente lexicalizados, que constituyen una unidad funcional. Es un concepto bastante parecido al de colocación. 

## Clases de lexías
Pueden ser simples, complejas o textuales.
- La lexía simple consta de un par de monemas y se identifica usualmente con la llamada palabra: león-a, por ejemplo.

- La lexía compleja se identifica con lo que usualmente se denomina palabras compuestas (verbigracia, sacacorchos), pero también con fórmulas fijas que no pueden considerarse como tales, por ejemplo Semana Santa, pato a la naranja, etc.

- La lexía textual posee una mayor extensión y elaboración formal, ya que interviene la llamada función poética, como por ejemplo en los refranes: "Más vale pájaro en mano / que ciento volando"

## Semiótica
En el análisis textual de Roland Barthes, las lexías son las unidades de lectura mínima a partir de las cuales se pueden reconstruir múltiples interpretaciones de un texto. Él afirmaba que para interpretar libremente, los textos deben estrellarse como si fueran espejos. Una vez rotos, se seleccionan los trozos más densos de significado porque en ellos se puede ver lo que no se podía reconocer en la superficie lisa. 
En esta forma de análisis, la fragmentación de los textos en pequeñas unidades es una renuncia a las formas rígidas que limitan múltiples interpretaciones. Así, cada lexía se resignifica incesantemente y de múltiples formas, sin encontrarse limitada por el marco de una estructura última.

## Hipertexto
El concepto de lexía también fue apropiado por teóricos del hipertexto como George Landow para referirse a cada uno de los "pedazos de texto" que se encuentran unidos entre sí a través de hipervínculos. La lectura fragmentada y no lineal de lexías genera la sensación de que un texto finito admite un número infinito de interpretaciones.